# Semovente d'artiglieria

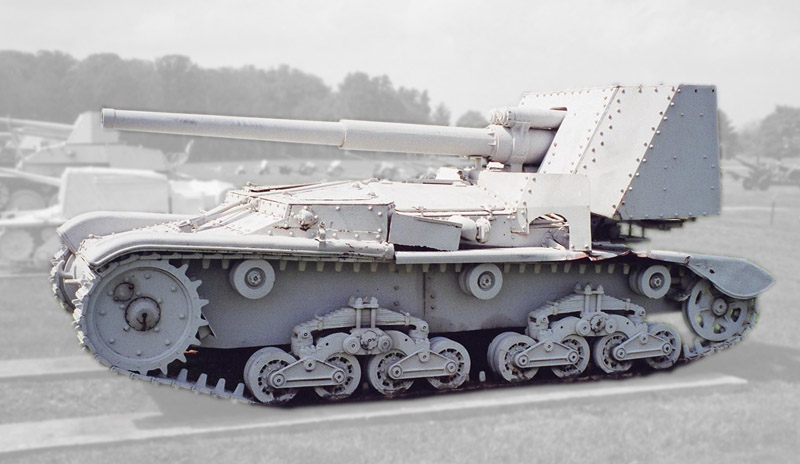
M.41 da 90/53

I semoventi di artiglieria sono veicoli militari che hanno lo scopo di portare armi di artiglieria che possono sparare senza essere rimosse dal veicolo stesso.

## Storia

### La prima guerra mondiale e l'ideazione
L'idea del semovente di artiglieria è praticamente contemporanea a quella del carro armato, e già nella prima guerra mondiale vennero studiati alcuni veicoli, in particolare però dapprima non ci fu una distinzione teorica fra carri armati e semoventi, dato che la differenziazione si basa essenzialmente sull'impiego tattico dei due mezzi, e nel corso della guerra i criteri di impiego tattico dei carri armati non erano abbastanza sviluppati per potersi differenziare da quelli dei semoventi. Alcuni dei carri armati prodotti nel corso della prima guerra mondiale (Saint-Chamond) nella seconda sarebbero stati tranquillamente classificati come semovente (Sturmgeschütz).

### Il periodo interbellico
Nel periodo interbellico particolarmente in Germania, e ne furono prodotte inizialmente due varianti:
- cannone d'assalto, armato con un obice e destinato all'appoggio diretto della fanteria, operante in prima linea e quindi con una corazzatura paragonabile a quella di un carro armato
- cacciacarri (le ultime versioni di questi veicoli erano indicate come Jagdpanzer) destinato al contrasto dei carri nemici. Questi veicoli operavano sempre in prima linea, spesso da posizioni defilate; potevano disporre di protezioni superiori a quelle dei carri che dovevano contrastare, oppure essere veicoli scarsamente protetti; le protezioni laterali potevano essere appena sufficienti ad impedire all'equipaggio di essere ferito dalle armi leggere.

Dopo la prima guerra mondiale gli studi teorici di John F.C. Fuller e Basil Liddell Hart misero in evidenza che i carri armati avrebbero dovuto essere impiegati in grandi unità totalmente meccanizzate (Divisioni corazzate), in cooperazione con le altre armi. In particolare fu chiaro che la fanteria e l'artiglieria per operare in congiunzione con i carri armati avrebbero dovuto operare con veicoli mossi da cingoli come i carri armati. Per l'artiglieria si aggiungeva il problema che il passaggio dall'ordine di marcia all'ordine in batteria richiedeva un certo tempo, non sempre compatibile con le esigenze della prontezza di fuoco necessaria per operare a favore dei carri armati.
In base a queste considerazioni nel 1935 i tedeschi svilupparono un mezzo armato con cannone per l'appoggio della fanteria (Sturmgeschütz III) (cannone d'assalto) che avrebbe dovuto fornire il fuoco di appoggio diretto alle fanterie. Dato che l'armamento del mezzo (7,5 cm StuK L/24) era del calibro dei pezzi in dotazione direttamente alla fanteria stessa, il mezzo avrebbe dovuto essere utilizzato in stretto contatto con i fanti. Ciò richiedeva una protezione sufficiente a difendere l'equipaggio dal tiro delle armi controcarri, quindi il mezzo aveva una corazzatura che praticamente era identica a quella di un carro armato similare (Panzer III Ausf. D). Una corazzatura così spessa non poteva che andare a detrimento o del calibro dell'armamento principale o della mobilità del mezzo.
In altri Stati non si ebbero studi di semoventi veri e propri, anche in considerazione del fatto che le teorie di impiego dei carri armati ne prevedevano sempre l'impiego a livello battaglione o reggimento, quindi senza armamento di appoggio proprio.

### Lo sviluppo nel corso della seconda guerra mondiale
Gli Sturmgeschütz III furono usati per la prima volta nel 1940 (campagna di Francia) e dimostrarono la validità del concetto di veicolo armato di obice con trazione su cingoli. Tuttavia non era stato risolto il problema dell'appoggio divisionale ai carri armati, che dovevano sempre fare affidamento sulle artiglierie trainate per le azioni tipiche dell'artiglieria campale e pesante campale. Quindi, nel corso del conflitto, man mano che venivano chiariti i criteri di impiego tanto dei carri armati quanto della fanterie meccanizzate che li accompagnavano, si passò a progettare veicoli in cui veniva aumentato il calibro (e quindi il peso) dell'armamento principale, ma si riduceva la corazzatura, in quanto, non dovendo operare più in prima linea, i veicoli non avevano più la necessità di avere una protezione tale da resistere alle armi anticarro.
In campo tedesco l'evoluzione dello Sturmgeschütz III lo portò a diventare un cacciacarri, mentre l'ultima versione per l'appoggio della fanteria, armata con il 10,5 cm StuHb 42 L/28 (obice da 105 mm), fu costruita in 1114 esemplari. Lo sviluppo dei semoventi invece da una parte portò a veicoli pesantemente corazzati, armati di cannoni di calibro 75 o 88 mm, con la funzione tattica di cacciacarri, e dall'altra a veicoli con protezione leggera armati con obici a lunga gittata. Questi ultimi veicoli erano veri e propri semoventi, in particolare il Wespe armato con l'obice campale 10,5 cm leFH 18/2 su scafo Panzer II e l'Hummel armato con 15 cm sPzH 18/1 su scafo ibrido Panzer III/IV.
In campo alleato lo sviluppo dei semoventi iniziò con il Bishop (cannone-obice da 88 mm 25 pdr su scafo Valentine in struttura chiusa), che era ancora un ibrido fra semoventi e cannoni d'assalto e successivamente, quando furono disponibili gli scafi del carro medio M3 furono sviluppati i semoventi Sexton utilizzando sempre il 25 pdr in una struttura scoperta e M7 Priest, utilizzando l'obice statunitense M2A1 da 105 mm sempre in una struttura scoperta. Nel corso dell'ultimo anno di guerra negli Stati Uniti furono sviluppati una serie di semoventi praticamente privi di corazzatura, ma con l'armamento di calibro sempre maggiore, su scafo Sherman (M40 con cannone M2 da 155 mm e M43 con obice M1 da 203 mm) che, non furono utilizzati nel corso della guerra, anche se alcuni prototipi furono inviati in Germania.
In campo sovietico furono realizzati solo cannoni d'assalto (ISU-152) e cacciacarri (SU-85), ma nessun semovente per cui fosse previsto l'impiego tattico tipico di questi mezzi.

### Lo sviluppo dal secondo dopoguerra ad oggi
Dopo la seconda guerra mondiale l'uso di semoventi si è diffuso praticamente in tutte le forze armate del mondo, anche se non sempre possono essere considerati la soluzione ottimale per le artiglierie. Essi si affermarono in campo occidentale in funzione della loro possibilità di operare nelle divisioni corazzate, fino agli anni 1970 la divisione corazzata standard NATO aveva nel reggimento di artiglieria tre gruppi su semoventi. Quindi negli Stati Uniti, in Gran Bretagna ed in Francia furono sviluppati semoventi dei calibri dell'artiglieria campale e pesante campale (105 mm: Abbott in Gran Bretagna, M108 negli Stati Uniti, 155 mm: GCT 105 mm in Francia, M44 e M109 negli Stati Uniti e 203 mm M10 negli Stati Uniti, per indicare solo i principali) In campo sovietico invece i semoventi furono sviluppati solo dopo il 1970, con il 2S1 da 122 mm, il 2S7 Pion, il M-1975 (semovente) da 203 mm ed il M-73 Akacja da 152 mm.
A parte le maggiori potenze, anche alcune delle potenze minori hanno sviluppato una loro linea di semoventi negli anni della guerra fredda, in particolare Svezia e Israele hanno prodotto propri semoventi, la Svezia su scafi di carri prodotti in proprio ed Israele su scafi di carri Sherman (M50 da 105 mm) o Centurion (M 68 Centurion con un cannone della Tampella in torretta girevole).
La linea di sviluppo dei semoventi nel corso degli anni della guerra fredda si è orientata nella produzione di mezzi con l'armamento in torretta girevole, almeno per i calibri minori. Questi mezzi, anche se potrebbero avere l'aspetto di carri armati, in realtà sono effettivamente semoventi, dato che la protezione della torretta (e, in genere, anche dello scafo) non è sufficiente a proteggere l'equipaggio dalle armi controcarri, quindi devono operare molto dietro alla prima linea, utilizzando la gittata dell'armamento per impegnare il nemico con un fuoco che deve essere necessariamente indiretto.
Una categoria di semoventi che si è sviluppata nel corso della seconda guerra mondiale, e che successivamente ha avuto un notevole progresso sono i semoventi contraerei, cioè semoventi armati con bocche da fuoco capaci di impegnare gli aeromobili nemici. Questi semoventi, nati nel corso della seconda guerra mondiale nell'esercito tedesco, destinati a coprire le colonne mobili dei mezzi tedeschi, sempre più soggette all'offesa aerea, man mano che la Germania perdeva la superiorità aerea sul fronte occidentale, nel corso della guerra fredda, data la natura sempre più insidiosa degli aerei da attacco al suolo, furono sviluppati praticamente da tutte le nazioni che avevano una propria industria degli armamenti. Le caratteristiche peculiari di questi mezzi sono di avere la capacità di elevare le bocche da fuoco (sempre cannoni) fino a 85-90° e di avere l'armamento principale montato su torretta ruotante. Queste caratteristiche morfologiche li caratterizzano nei confronti degli altri semoventi. I calibri più usati per i cannoni sono i 40 mm (generalmente l'intramontabile Bofors 40) ed i 20 mm o simili. Mentre i semoventi contraerei inizialmente avevano solo mirini ottici, le ultime generazioni sono asservite a radar montati sullo stesso veicolo su cui si trova l'arma; questo fatto ha notevolmente aumentato i costi dei semoventi stessi, tanto che in alcuni casi il costo dei semoventi ha superato di una quantità non trascurabile il costo dei carri armati che avrebbero dovuto difendere.

## Descrizione
Le modalità di impiego dei semoventi sono quelle delle normali unità trainate di artiglieria.
La morfologia dei semoventi è individuata dalle caratteristiche seguenti:
- movimento su cingoli (le bocche da fuoco montate su scafi ruotati sono indicate più correttamente come autocannoni);
- armamento principale di calibro relativamente elevato (superiore ai 105 mm) o con finalità specializzate (semoventi contraerei);
- protezione ridotta rispetto a quella di un carro armato, comunque generalmente è prevista una protezione sufficiente a proteggere l'equipaggio dal fuoco di armi leggere;
- mancanza di armamento secondario;
- capacità di usare l'armamento principale senza necessità di rimuoverlo dal veicolo.